# Taxeotis intextata
Taxeotis intextata là một loài bướm đêm thuộc họ Geometridae. Loài này có ở Úc, bao gồm Tasmania.

## Hình ảnh

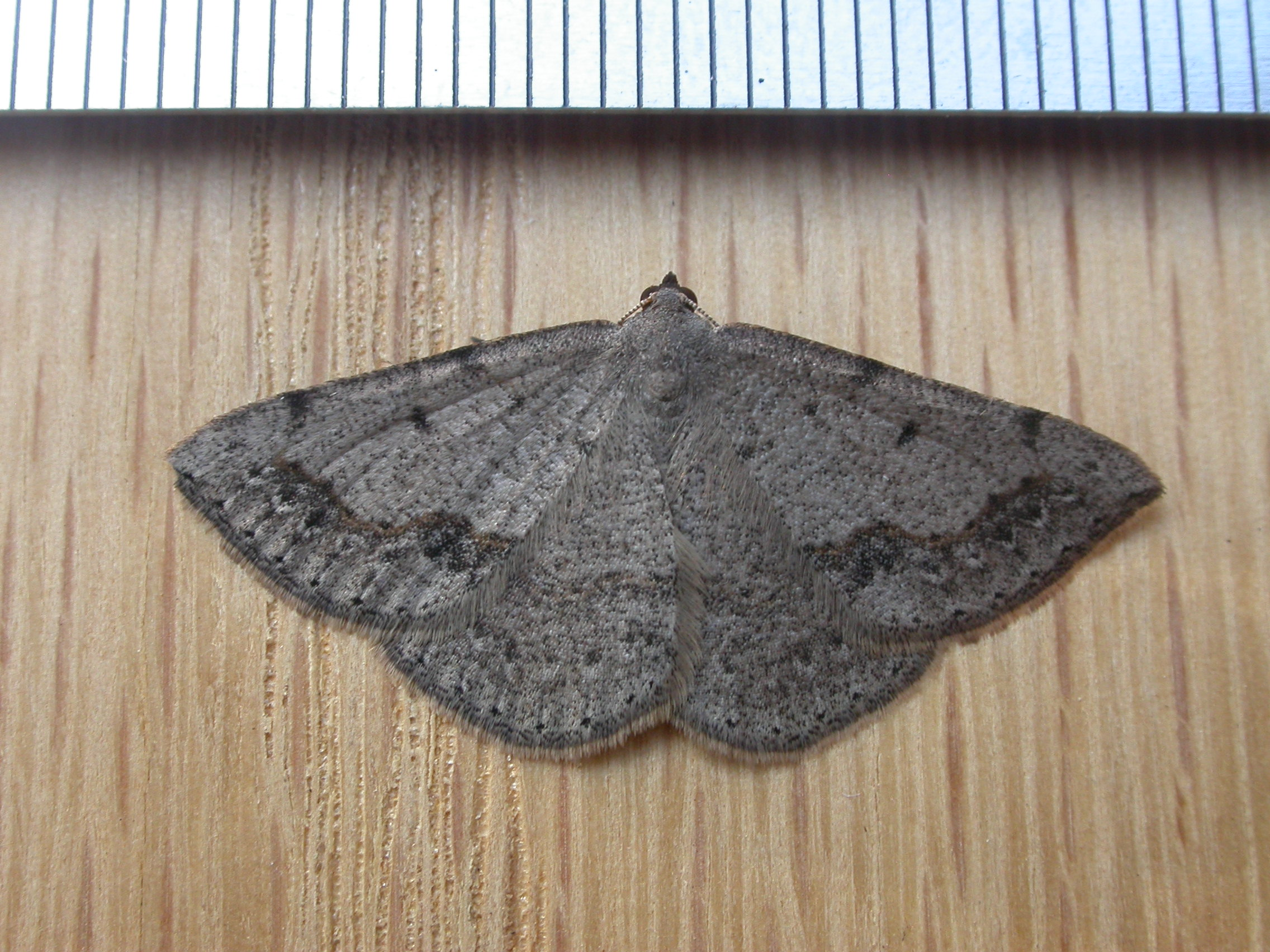
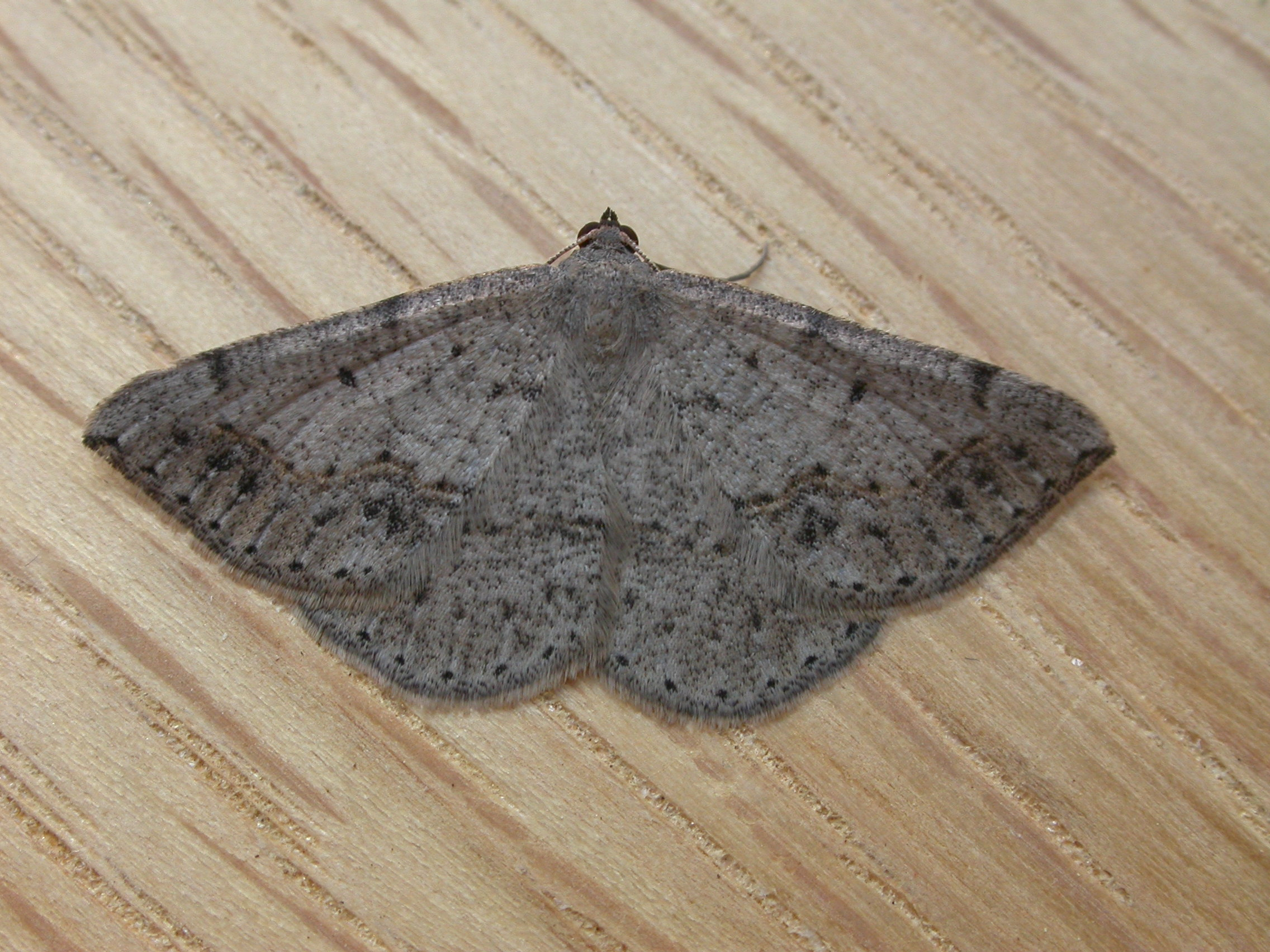
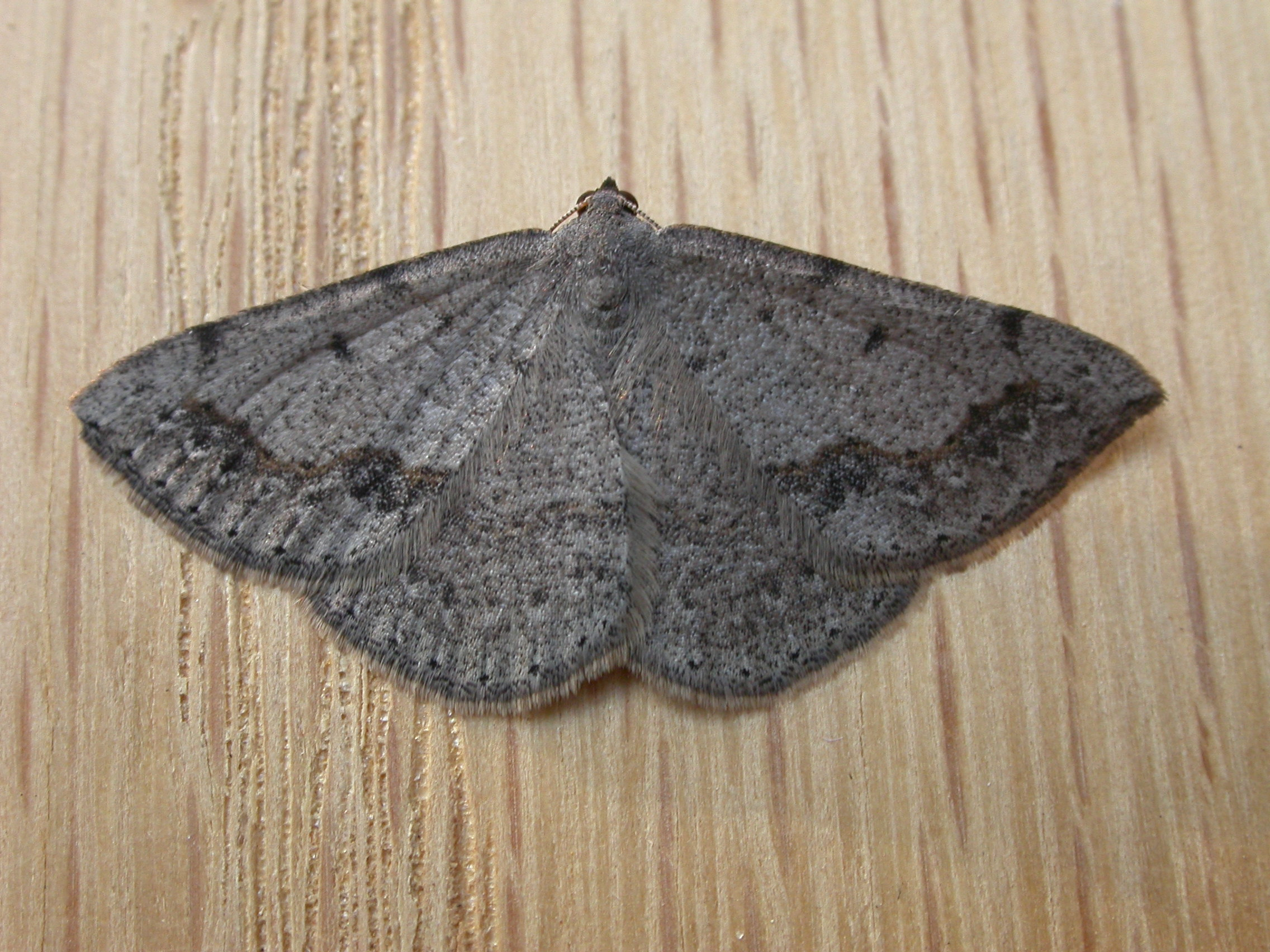
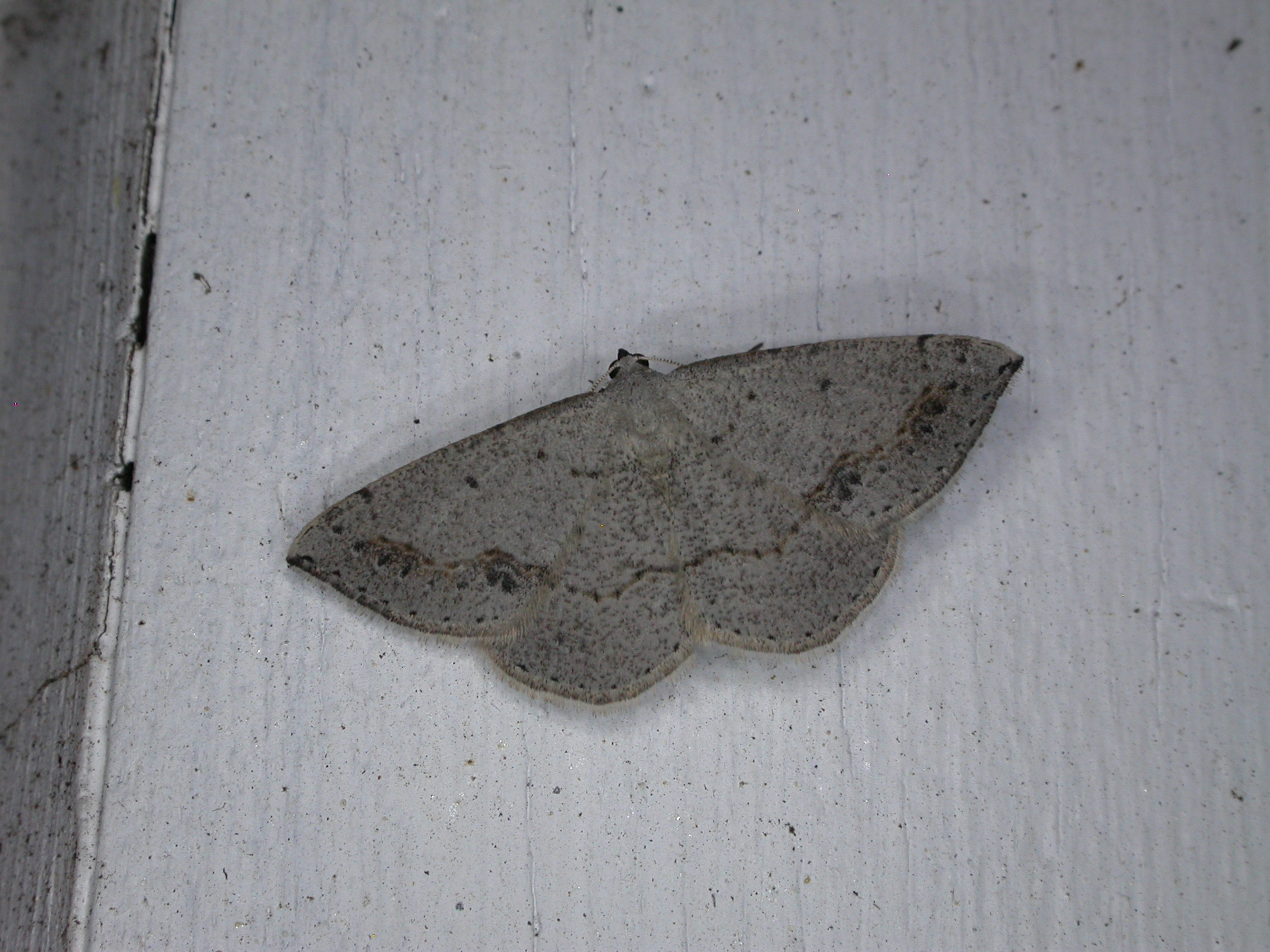